# Eyeng-Meyong
Eyeng-Meyong est une localité de la région du Centre au Cameroun, localisée dans la commune de Monatélé et le département de la Lekié.

## Population
En 1965, Eyeng-Meyong comptait 1314 habitants, principalement des Eton.
Lors du recensement de 2005, ce nombre s'élevait à 411.

## Personnalités nées à Eyeng-Meyong
- Sally Nyolo, chanteuse camerounaise